# シェラトン・タワーズ・シンガポール

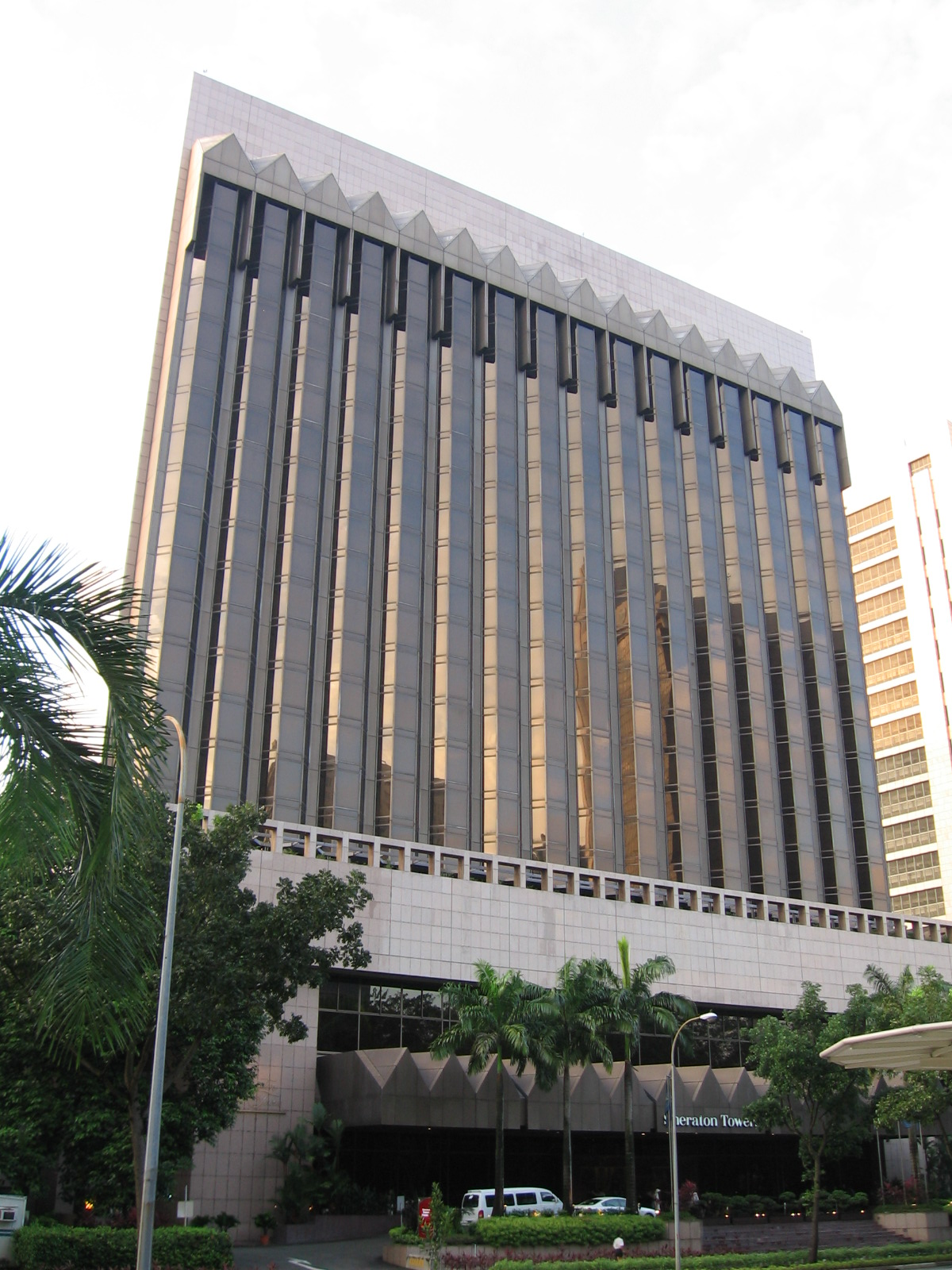
シェラトン・タワーズ・シンガポール

シェラトン・タワーズ・シンガポール (Sheraton Towers Singapore) は1985年に開業したシンガポールの最高級ホテルである。

## 特徴
スコッツロード沿いに位置し、メインストリートのオーチャードロードへは徒歩約8分で行くことができる。同ホテルから徒歩約3分の位置にあるMRTのニュートン駅の次の駅が、オーチャードロードの最寄り駅のオーチャード駅なので、グッドウッド・パーク・ホテルやヒルトン・シンガポールなどのホテルほどではないものの、ロケーションに恵まれている。
人気の高い屋台街のニュートンサーカスへはシンガポールの最高級ホテルの中で一番近く、所要時間は徒歩約6分。ニュートンサーカスは、客席の9割に何らかの覆い（屋根またはアンブレラ）が付いているため、雨の日の利用も可能である。
客室は、一番下のグレードであるデラックスで約30平方メートルあり、さらにプールサイドには、シティリゾートを意識したプールビュールームがある。
413室。

## 設備
- プールサイド バー (The Poolside Bar) 軽食
- ラウンジ (The Lounge) 軽食
- 李白 (Li Bai Cantonese Restaurant) 広東料理
- ザ ダイニング ルーム (The Dining Room) 各国料理
- ドムス (Domvs-The Italian Restaurant) イタリア料理
- プール 屋外に1か所

など